# Абебе Динкеса
Абебе Динкеса Негера — эфиопский бегун на длинные дистанции. Серебряный призёр чемпионата мира по кроссу 2002 года в командном первенстве в забеге юниоров. Чемпион мира по кроссу 2005 года в командном первенстве. На чемпионате Африки 2004 года занял 2-е место в беге на 10 000 метров. Бронзовый призёр чемпионата Африки 2006 года на дистанции 10 000 метров. В 2006 году стал победителем кроссовых пробегов  Cross Internacional de Itálica и Cross Internacional de Venta de Baños. Личный рекорд на дистанции 10 000 метров — 26.30,74 — это 5-е место в списке самых быстрых бегунов. Серебряный призёр пробега Zevenheuvelenloop 2006 года.
В настоящее время его менеджером является Йос Херменс.

## Сезон 2014 года
24 января занял 21-е место на Дубайском марафоне с результатом 2:16.20.